# Hervé Navereau
Hervé Navereau, né le 9 juin 1929 à Poitiers et mort le 27 février 2019 à Plœmeur, est un général d'armée français, ayant notamment exercé les fonctions de gouverneur militaire de Paris entre 1987 et 1989.

## Biographie

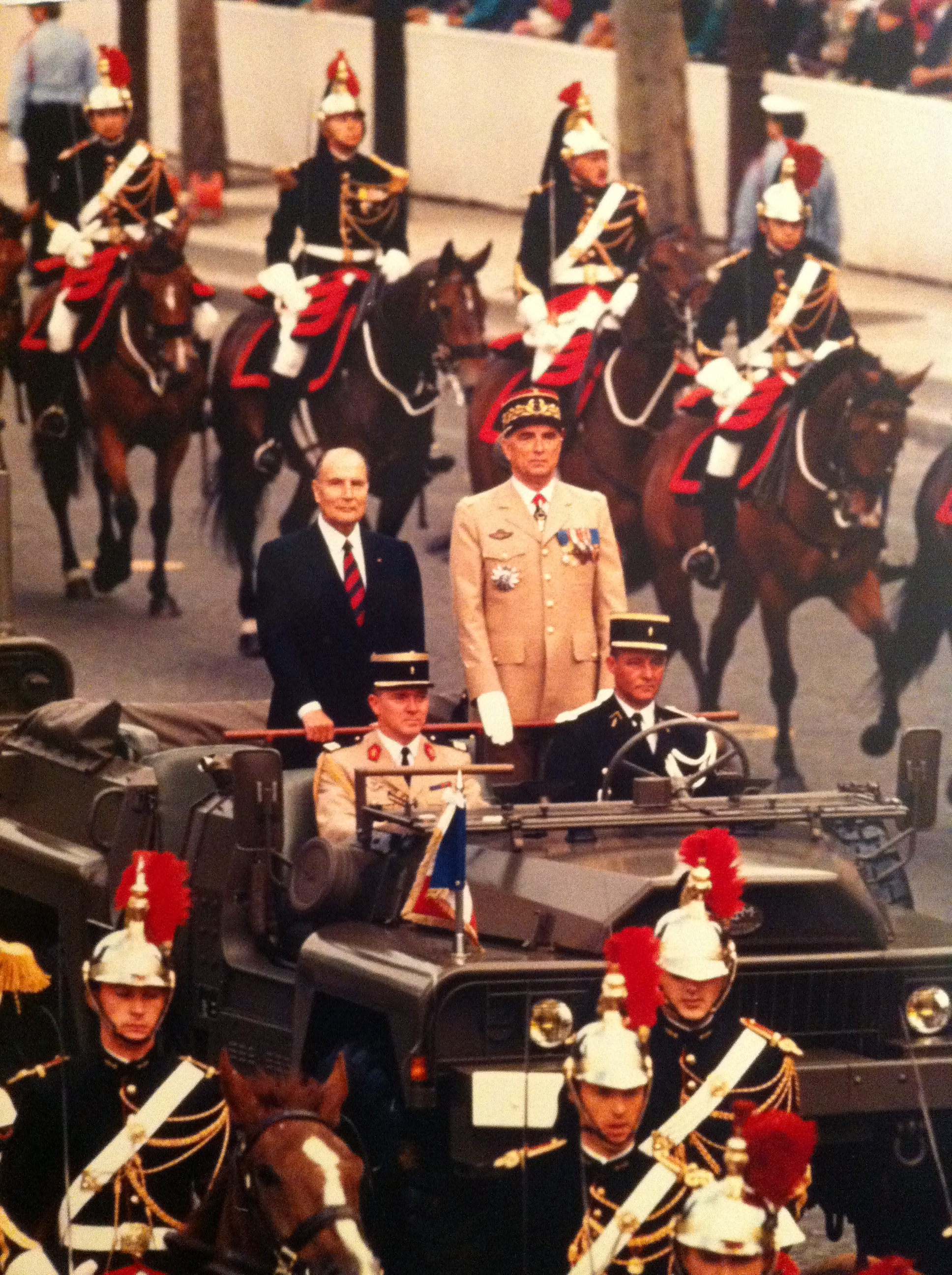
Le président François Mitterrand et le général Hervé Navereau lors du défilé du 14 juillet 1989.

### Formation
Hervé Navereau est le fils du général André Navereau. Après une scolarité secondaire au Prytanée national militaire, il est admis à École spéciale militaire de Saint-Cyr en 1949. Promu sous-lieutenant à sa sortie en 1951, il choisit de servir comme son père dans l'artillerie et fait ses premières armes au 1/68e régiment d'artillerie de brigade. Il est promu lieutenant en octobre 1953.

### Services en opérations extérieures
Volontaire pour servir en Indochine, il rejoint le Tonkin comme officier de liaison et d'observation d'artillerie auprès du 5e régiment étranger d'infanterie. Il se distingue en opérations et est rapidement cité à l'ordre de sa division. Il part ensuite pour le Proche-Orient pendant la crise du canal de Suez en 1956.
Breveté observateur pilote, il est affecté à son retour au peloton ALAT de la 10e division parachutiste. Ses actions en Algérie lui valent d'être cité à cinq reprises dont deux fois à l'ordre de l'armée et d'être promu capitaine à titre exceptionnel en octobre 1958.

### Carrière d'état-major
Diplômé d’état-major, il effectue son temps de commandement au 2e groupe d'ALAT. À l'issue d'un deuxième séjour en Algérie, il rejoint l’École supérieure de guerre puis l’état-major de l'armée de terre.
Promu commandant en octobre 1965, il devient officier d’état-major responsable de l'ALAT. Il assume ensuite des responsabilités de commandement au 16e régiment d'artillerie à Trèves puis au groupe d'aviation légère du 1er corps d'armée.
Promu lieutenant-colonel en 1971 puis colonel en 1974, il est nommé chef d’état-major puis commandant en second à Saint-Cyr Coëtquidan.
En 1977, il devient auditeur au Centre des hautes études militaires ainsi qu'à l'Institut des hautes études de défense nationale.

### Officier général
Promu général de brigade en 1979, il est désigné comme chef de la mission militaire française en Arabie saoudite où il est en poste lors de prise de la Grande Mosquée de La Mecque, durant laquelle l'Arabie Saoudite demanda de l'aide à la France. À son retour en 1981, il prend le commandement de l'ALAT puis est promu général de division en 1983.
Un an plus tard, il est nommé chef de la mission militaire française au comité militaire de l'OTAN.
Élevé au grade de général de corps d'armée en mars 1987, il est nommé peu après gouverneur militaire de Paris et commandant de la 1re région militaire.
Il est enfin promu général d'armée en mai 1989 et prend sa retraite en août de la même année.

## Décorations

### Intitulés

#### Françaises
- Grand officier de la Légion d'honneur
- Grand officier de l'ordre national du Mérite
- Croix de guerre des Théâtres d'opérations extérieurs
- Croix de la Valeur militaire
- Médaille de l'Aéronautique
- Commandeur de l'ordre des Arts et des Lettres
- Médaille d'Outre-Mer
- Médaille commémorative française des opérations du Moyen-Orient (1956)

#### Étrangère
- Ordre d'Abdelaziz Al Saoud